# Cololejeunea turbinifera
Cololejeunea turbinifera là một loài Rêu trong họ Lejeuneaceae. Loài này được (Spruce) Leon-Yanez, Gradst. & Wegner mô tả khoa học đầu tiên năm 2006.